# Acrotomia obscurata
Acrotomia obscurata là một loài bướm đêm trong họ Geometridae.